# Genki Nakayama
Genki Nakayama (født 15. september 1981) er en tidligere japansk fodboldspiller.
Han har spillet for flere forskellige klubber i sin karriere, herunder Sanfrecce Hiroshima og Consadole Sapporo.